# Sarintonu
Sarintonu is een bestuurslaag in het regentschap Dairi van de provincie Noord-Sumatra, Indonesië. Sarintonu telt 1593 inwoners (volkstelling 2010).